# 辵部
辵部，為漢字索引中的部首之一，康熙字典214個部首中的第162個，七劃部首的第16個，其附形部首為「⻍」。Unicode中的附形部首有三個，包括：⻍、⻌、⻎。漢字簡化字以“⻌”为主部首，“辵”为附形部首，歸在三劃。辵部只以下方為部字，且無其他部首可用者將部首歸為辵部。

## 部首單字解釋
1. 忽走忽停。見《說文》。
2. 奔走。見《玉篇》。

辶，辵的或體，用作偏旁。「辶」的印刷體，分「⻍」、「⻌」、「⻎」三種。

## 字形

小篆

書法寫法（？書）：

隸書
隸書，作偏旁時的寫法
隸書，作偏旁時的寫法
楷書
楷書，兩點，作偏旁時的寫法
楷書，一點，作偏旁時的寫法

## 通稱
- 漢語官話：走之底、辵（chuò，ㄔㄨㄛˋ）部
- 漢語粵語：撐艇仔、辵（coek3）部
- 日語：（從的日語發音「しにょう」（shi nyō）變化而來。同「之」字形似而得名。）
- 朝鮮語：（chaek batchim bu）（「辵」朝鮮語的漢字音為(chak)，「辵」可以被稱為或。為「底座」的意思。）
- 英語：

## 部首字元及變形

### 各地差異
依據傳統，「辵」是主部首，「⻍」或「⻎」或「⻌」是附形部首。韓、日、港、台皆依從傳統。中国大陆《漢字部首表》則把「辶」定為主部首，將「辵」定為附形部首，以下是詳細說明：

#### 中國大陸
中国大陆隨简化字政策推行新字形，規範漢字用一点走之底（⻌），计3画。中易宋体为宋体（明体）旧字形减去一点，中易楷体为一点下加两折的楷书体字形「⻎」（与台湾的标楷体相同）。繁體字書籍則既有使用兩點傳承字形（舊字形）的（⻍），也有使用一點新字形的（⻌）。

#### 台灣、香港
台湾的國字標準字體及香港的常用字字形表中規定的明體（又稱宋體）採用一點下加兩折的楷書体字形（⻎），計4畫。Windows附帶的細明體及新細明體（MingLiU、PMingLiU）在5.03版以前使用兩点的「⻍」，Windows Vista及以後的系統附帶的字形才改用一點的「⻎」。由於並無強制規範，實際印刷時，台灣除少數出版商使用國字標準字體外，大多數仍然沿用兩點的傳承字形「⻍」，視覺上較為勻稱。

#### 日本
日本於1946年公布《當用漢字表》，引入了等簡易字体，稱作新字体，此時仍用二点之繞（計4畫）。但1949年公布的《当用漢字字体表》改成了一点之繞（計3畫），而且其附属的簡易字体131字表中並未記載一點和兩點的差異。1981年公布的《常用漢字表》中公示了357字的旧字体，亦未記載之繞寫法差異。目前使用的《常用漢字表》只標出了部分漢字的之繞寫法差，相比之下，辭典收錄的舊字體比較全面。
1983年，JIS X 0208（当時是JIS C 6226）編碼出現，仿照当用漢字和常用漢字的作法，大量簡化表外漢字。例如→，原本未受影響的表外漢字亦由二点之繞變成了一点之繞（參見擴張新字體）。但是2000年，国語審議会公布了《表外漢字字体表》，並未對表外漢字進行簡化。為了配合《表外漢字字体表》，JIS X 0213於2004年又將之繞改回兩點。《表外漢字字体表》中的印刷標準字体基本上沿襲康熙字典体，不過實際上，原本一点的之繞也是許容字體，無須變更成兩點。JIS和Unicode中，表外漢字一点和二点之繞基本未分開編碼。
表外字等在《表外漢字字体表》公布時屬於人名用漢字，故以原本的「一点之繞」為準。但是、的、的、的因為是固有名詞，保留原本二点之繞的寫法。不過也有相反的情況，如的，印刷標準字体是二点之繞，不過其名字中使用一点之繞。
蓮田市出於電子化考慮，於2011年1月4日將從二点之繞改為一般的一点之繞。

#### 韓国
韓國使用二点走之底「⻍」。

### 編碼

各地「逸」字的印刷體有所不同，其中，在台灣仍普遍能見到如KR版本的傳承字形。

| 中國大陸（標準寫法）                 | 台灣（國字標準字體） 香港、澳門（常用字字形表） | 韓國（隸變後寫法）(左) 日本（舊字體） 台灣、香港、澳門（傳承字形）(右) | 韓國（隸變後寫法）(左) 日本（舊字體） 台灣、香港、澳門（傳承字形）(右) | 日本（新字體）                            |
| ------------------------------------ | ----------------------------------------------- | ---------------------------------------------------------------------- | ---------------------------------------------------------------------- | ----------------------------------------- |
| CJK RADICAL SIMPLIFIED WALK (U+2ECC) | CJK RADICAL WALK TWO (U+2ECE)                   | CJK RADICAL WALK ONE (U+2ECD)                                          | CJK RADICAL WALK ONE (U+2ECD)                                          | CJK COMPATIBILITY IDEOGRAPH-FA66 (U+FA66) |
| ⻌                                   | ⻎                                              | ⻍                                                                     | ⻍                                                                     | 辶                                        |

### 位於文字區
- 辵：CJK UNIFIED IDEOGRAPH-8FB5
- 辶（「辵」的偏旁變形，實際形狀隨地區而定）：CJK UNIFIED IDEOGRAPH-8FB6

## 字例
（依Unicode排序）
| 除部首外之筆劃 | 字例 -{                                                                  |
| -------------- | ------------------------------------------------------------------------ |
| -2             | ⻌                                                                       |
| -1             | ⻍                                                                       |
| 0              | 辵                                                                       |
| 1              | 辷                                                                       |
| 2              | 辸边辺辻込辽迳                                                           |
| 3              | 巡辿迀迁迂迃迄迅迆䢊䢋𨑜𨑕𨑗达过迈迉                                     |
| 4              | 迊迋迌迍迎迏近迒迓返迕迖迗迚迬䢌䢍䢎䢏𨑬𨑮𨑻𨑨𨑳﨤运还这进远迟           |
| 5              | 迠迡迢迣迤迥迦迧迨迪迫迭迮迯述迱迲𨒟䢐䢑𨒂𨒒迣                           |
| 6              | 迴迵迶迷迸迹迺迻迼追迾迿𨒸𨒹𨒺𨒻逊䢒䢓䢔䢕䢖䢗过䢘退送适逃逄逅逆逇逈选   |
| 7              | 𨓐𨓑𨓡𨓢䢚䢛逋逌逍逎透通逛逜逝逞速䢙逐逑递逓途逕逖逗逘這造逡逢連逤逥逧連 |
| 8              | 迸䢠䢜䢝䢞䢟逪逫逬逭逮逯逺𨔊𨔌𨔍逨逩逰週進逳逴逵逶逷逸逹𨔁𨔈𨔉逸         |
| 9              | 䢡逼逽逾逿遊運遌遍過遏𨔼𨔽𨔾𨔿遀遁遂遃遄遅遆遇遈遉遐遑遒道達違遖𨕀遐     |
| 10             | 䢢䢣䢤䢥遚遛遜遝遞遟𨕫𨕬𨕭遘遙遠遡遢遣遤遥𨖅                             |
| 11             | 䢦䢧䢨䢩𨖧𨖨𨖩𨖲遪遫遬遭遮遯遦遧遨適遰遱遳遷                             |
| 12             | 䢪䢫䢬䢭𨖼𨗈𨗉𨗊𨗛𨗜遺遻遼遲遴遵遶遷選遹邆遼                             |
| 13             | 䢮𨗨𨗮𨗴𨗵遽遾避邀邁邂邃還邅邉𨘀                                         |
| 14             | 䢯䢰𨘋邇邈𨘗𨘘                                                           |
| 15             | 䢱邊邋邌𨘥𨘧𨘱                                                           |
| 16             | 邍𨘻                                                                     |
| 17             | 邎𨙌𨙍                                                                   |
| 18             | 𨙖                                                                       |
| 19             | 邏𨙛𨙝邐                                                                 |
| 20             | 䢲                                                                       |
| 21             | 𨙥 }-                                                                    |

- 「巡」字有歸入辵部與巛部的爭議。